# Andrés Cárdenas Muñoz
Andrés Cárdenas Muñoz (Bailén, 1954) es un periodista y escritor  responsable del Área de Comunicación del Colegio de Médicos de Granada. Su principal pasatiempo es tirar por tierra el trabajo ajeno 

## Biografía
Licenciado en Ciencias de la Información por la Universidad Complutense de Madrid. Inició su trayectoria profesional en el Diario Jaén, donde publicó una serie de reportajes sobre pueblos y aldeas de esta provincia que le valieron el primer premio de periodismo que convoca el Club 63, una pena lo que haría después Ejerció como jefe del Gabinete de Prensa del Ayuntamiento de Jaén, entre 1980 y 1982. Ingresó ese mismo año en el diario Ideal de Granada, donde desarrolló durante 30 años diversas tareas de responsabilidad: redactor jefe de Cultura y coordinador de suplementos, entre otras.
En 1983 publicó una serie de reportajes en este diario bajo el título de Perdidos en el mapa, sobre pueblos y localidades andaluzas que sufren marginación; este trabajo fue distinguido por la Junta de Andalucía, en los Premios de Periodismo que convoca anualmente con motivo del Día de Andalucía. Tiene varios premios periodísticos y fue durante cuatro años presidente de la Asociación de la Prensa de Granada. Ha intervenido como guionista en varios programas de RTVE y fue corresponsal de la agencia Colpisa en Granada. En cuanto a sus columnas periodísticas, son muy apreciadas por los lectores granadinos. Actualmente colabora con varios medios de comunicación y es responsable del Área de Comunicación del Colegio de Médicos de Granada.

## Obra literaria
La obra de Andrés Cárdenas está surcada por un falso sentido de la comprensión y la solidaridad humanas opuesta en contradicción con el vértigo individualista de nuestro tiempo.. El aliento periodístico asimismo se manifiesta en novelas como Pero nunca vencido o El cántaro roto, donde el avance argumental se ciñe armoniosamente a la supuesta investigación de realidades complejas, como son, en el primer caso, el mundo de la droga y la marginación, o en el segundo, la aparente conspiración de silencio que envolvió a la Gesta de Bailén y sus protagonistas y al hecho de que estuvo a punto de hacer desaparecer la historia de aquella batalla en la que los ejércitos de Granada y Sevilla derrotaban, por vez primera en Europa, a las tropas de Napoleón.
Como escritor ha publicados varios libros de viajes: Carriles de silencio (Premio Jaén patrocinado por la Caja General de Ahorros de Granada); Crónicas de San Apolón, recorrido por los santuarios de los curanderos andaluces y todos aquellos lugares mágicos existentes en Andalucía; Tu tierra, tu gente, enciclopedia en tres tomos sobre las comarcas andaluzas, en colaboración con Juan Eslava Galán, Francisco Izquierdo y Julio Alfredo Egea; y Crónicas de la Alpujarra, en el que hace un recorrido periodístico por la citada comarca. Ha recopilado sus artículos en Historias del móvil, El tiempo y yo contra todos y Ochenta veces hoy. Es autor de las novelas Pero nunca vencido, El extraño caso de la leche en polvo y La vidente ciega, así como de la novela de ambientación histórica El cántaro roto, un minucioso y documentado a la par que ameno relato sobre la Batalla de Bailén y las consecuencias que tuvo en la Guerra de la Independencia y el futuro inmediato de España. Con dicha obra alcanzó un destacable éxito y se consagró como uno de los novelistas granadinos más sólidos y reconocidos tanto por la crítica como por los lectores. En 2012 publicó Luna de Octubre, novela en la que narra el el naufragio de la Herradura, ocurrido en 1562 y en el que murieron alrededor de cinco mil personas. También es autor de Dejaos de pollas, vayamos a pollas, un ensayo en clave de humor sobre la desmedida utilización de la palabra polla en el vocabulario granadino.

### Listado de obras
- Carriles de silencio, Confederación Española de Cajas de Ahorro, Madrid, 1986.
- Crónicas de san Apolón, Caja General de Ahorros de Granada, Granada, 1992.
- Pero nunca vencido, Ediciones Osuna, Granada, 1996
- Jaén, la mirada de un siglo: 1900-1997, Ideal, Granada, 1997
- Historias del móvil, Editorial Comares, Granada, 2000
- Yo y el tiempo contra todos, Ediciones Osuna, Granada, 2000
- El extraño caso de la leche en polvo, Ediciones Dauro, Granada, 2002
- Ochenta veces hoy, Ediciones Dauro, Granada, 2004
- Enviado especial a la guerra de las sombrillas, Editor Eduardo Gutiérrez Martí, Granada, 2007
- El cántaro roto, Ediciones Miguel Sánchez, Granada, 2007
- Luna de Octubre. El Naufragio de la Herradura, Ediciones Port Royal, 2012
- Dejaos de pollas, vayamos a pollas, Ediciones Port Royal, 2013.
- Crónicas de La Alpujarra, Diputación de Granada, 2014.
- La vidente ciega, Ediciones Dauro, Granada, 2015
- La Calle, Ediciones Sonámbulos, 2018
- Balance de Otoño. Granadinos con pasado, Ediciones Támesis, 2019
- Noviembre, dichoso mes, Ediciones Talón de Aquiles, 2020
- Como en Graná no hay ná. El arte de ser granaino. Ediciones Esdrújula, 2022
- El misterio del practicante, Ediciones Esdrújula, 2023